# Mercy Johnson
Mercy Johnson hay tên đầy đủ là Mercy Johnson Okojie (sinh ngày 28 tháng 8 năm 1984) là tên của một nữ diễn viên người Nigeria.

## Lí lịch và đời tư
Bà sinh ra ở bang Lagos, cha bà là một nhân viên văn phòng trong hải quân tên là Daniel Johnson và mẹ bà tên là Elizabeth Johnson. Bà là người con thứ 4 trong gia đình 5 anh chị em.
Ban đầu bà học tiểu học tại thành phố Calabar, bang Cross River. Tiếp đến, cha bà bị điều đi bang Lagos và bà tiếp tục học tiểu học ở đó tại trường tiểu học hải quân Nigerian. Rồi sau đó, bà đến bang River và học cấp trung học tại trường trung học bang River và trường trung học hải quân Nigerian ở thành phố Port Harcourt.

Năm 2008, bà gặp thái tử Odianosen Okojie trên một chuyến bay từ Pháp về Nigeria. Tại đó, ông hỏi xin số điện thoại của bà nhưng bà từ chối. Tiếp đến, ông đi quanh tiệm mà bà đang làm tóc rồi không biết cách gì ông có số điện thoại, rồi hai người nói chuyện và sau đó đi ăn tối. Đến năm 2011, bà kết hôn với ông và có 3 người con.

## Sự nghiệp
Ngay khi vừa hoàn thành xong bậc trung học, bà được đóng một vai diễn trong bộ phim tên là The Maid. Rồi nhờ vai diễn này, bà được mời vào nhiều bộ phim khác sau đó tên là Hustlers, Baby Oku in America, War in the Palace và nhiều bộ phim khác nữa.
Ngày 1 tháng 4 năm 2017, bà được thống đốc bang Kogi bổ nhiệm làm trợ lí cấp cao về vấn đề giải trí, nghệ thuật và văn hóa.

## Phim ảnh
Dưới đây là những sản phẩm điện ảnh mà bà đã góp mặt:
| Year | Film                    | Role                  | Notes                                                                                   |
| ---- | ----------------------- | --------------------- | --------------------------------------------------------------------------------------- |
| 2004 | The Maid                | Jane                  | Chính kịch, Siêu tự nhiên                                                               |
| 2004 | Into Temptation         |                       |                                                                                         |
| 2004 | House Party             |                       | Chính kịch, Lãng mạn                                                                    |
| 2005 | Women in Power          | Julia                 | Phần I và phần II cùng với Olu Jacobs, Liz Benson và Patience Ozokwor                   |
| 2005 | Lost to Lust            | Esther                | Phần I và phần II cùng với Monalisa Chinda và Yemi Blaq                                 |
| 2005 | Kill the Bride          | Love                  | Phần I và phần II                                                                       |
| 2006 | Under the Sky           | Supriya               | Phần I và phần II                                                                       |
| 2006 | Under Control           | Eve                   | Phần I và phần II                                                                       |
| 2006 | Thanksgiving            | Gift                  |                                                                                         |
| 2006 | Sweet Mama              |                       |                                                                                         |
| 2006 | Pay Day                 | Example               |                                                                                         |
| 2006 | Painful World           | Anny                  |                                                                                         |
| 2006 | One-Bullet              | Juliet                |                                                                                         |
| 2006 | Oath of a Priest        | Kate                  |                                                                                         |
| 2006 | Married to the Enemy    | Vera                  |                                                                                         |
| 2006 | Last Kiss               |                       |                                                                                         |
| 2006 | Endless Night           |                       |                                                                                         |
| 2006 | Emotional Blunder       | Yvone                 |                                                                                         |
| 2006 | Dear Mama               | Viola                 |                                                                                         |
| 2006 | 19 Macaulay Street      |                       |                                                                                         |
| 2007 | Wealth Aside            |                       |                                                                                         |
| 2007 | Twist of Fate           | Buchi                 |                                                                                         |
| 2007 | The Scorpion God        | Ihuoma                |                                                                                         |
| 2007 | The Last Tradition      |                       |                                                                                         |
| 2007 | Take Me Home            | Loveth                |                                                                                         |
| 2007 | Sunny My Son            | Julier                |                                                                                         |
| 2007 | She is My Sister        |                       |                                                                                         |
| 2007 | Power of Justice        | Nkechi                |                                                                                         |
| 2007 | My Beloved Son          | Juliet                |                                                                                         |
| 2007 | Look Into My Eyes       | Loveth                |                                                                                         |
| 2007 | Kolomental              | Anna                  |                                                                                         |
| 2007 | Keziah                  | Keziah                |                                                                                         |
| 2007 | Genevieve               | Example               |                                                                                         |
| 2007 | Evil Agenda             | Diane                 |                                                                                         |
| 2007 | Desperate Ladies        | Annabel               |                                                                                         |
| 2007 | Crisis in Paradise      | Kella                 | Cùng với Ini Edo, Mike Ezuruonye và Tonto Dikeh                                         |
| 2007 | Breath of Anger         | Chiaku                | Cùng với Mike Ezuruonye                                                                 |
| 2007 | Area Mama               | Adanne                | Cùng với Patience Ozokwor và Euchuria Anunobi                                           |
| 2008 | Tiger King              | Akwaugo               | Cùng với Nonso Diobi và Pete Edochie                                                    |
| 2008 | The Gods Are Wise       | Adaugo                | Cùng với Nonso Diobi                                                                    |
| 2008 | Temple of Justice       | Nkechi                | Cùng với Nonso Diobi và Omotola Jalade Ekeinde                                          |
| 2008 | Tell Me Why             | Jovita                |                                                                                         |
| 2008 | Soul Of A Maiden        | Nuria                 | Cùng với Ini Edo và Mike Ezuruonye                                                      |
| 2008 | Strength to Strength    | Jane                  | Phần I và phần II cùng với Nonso Diobi, Patience Ozokwor, Mike Ezuruonye và Tonto Dikeh |
| 2008 | Sin No More             | Bridget               | Phần I và phần II cùng với Kanayo O. Kanayo, Patience Ozokwor và Halima Abubakar        |
| 2008 | Live to Remember        | Buchi                 | Phần I và phần II cùng với Ini Edo và Mike Ezuruonye                                    |
| 2008 | Kiss My Pain            |                       |                                                                                         |
| 2008 | Forest of Promises      | Police Inspector Bisi | Phần I và phần II cùng với Mike Ezuruonye                                               |
| 2008 | Don't Wanna Be a Player | Monalisa              | Phần I và phần II cùng với Ini Edo, Jim Lyke và Mike Ezuruonye                          |
| 2008 | Corporate Maid          | Rose                  | Phần I và phần II                                                                       |
| 2008 | Act of Faith            | Uche                  | Phần I và phần II cùng với Patience Ozokwor và Mike Ezuruonye                           |
| 2009 | Tears of Hope           | Olamma                | Phần I và phần II cùng với Olu Jacobs, Van Vicker và Ngozi Ezeonu                       |
| 2009 | Royal Tears             | Olamma                | Phần I và phần II cùng với Olu Jacobs, Van Vicker và Ngozi Ezeonu                       |
| 2009 | Sound of Pain           |                       |                                                                                         |
| 2009 | Sexy Girls              | Zita                  | Cùng với Nonso Diobi                                                                    |
| 2009 | Heat of the Moment      | Anna                  |                                                                                         |
| 2009 | Entanglement            | Chidera               | Phần I - IV cùng với Uche Jombo, Desmond Elliot và Yemi Blaq                            |
| 2009 | Clash of Twins          | Mildred / Melisa      | Phần I và phần II                                                                       |
| 2009 | Beyond Desire           | Anne                  | Cùng với Nonso Diobi                                                                    |
| 2009 | A Weeping Soul          |                       |                                                                                         |
| 2010 | A Cry for Justice       | Ella                  |                                                                                         |
| 2011 | White Chapel            | Judith                |                                                                                         |
| 2011 | Where Money Sleep       | Egede                 |                                                                                         |
| 2011 | Weeping Soul            | Grace                 |                                                                                         |
| 2011 | The Seekers             | Judith                |                                                                                         |
| 2011 | The Code                | Susan                 |                                                                                         |
| 2011 | Secret Code             | Susan                 |                                                                                         |
| 2011 | Thanks for Coming       | Frieda                |                                                                                         |
| 2011 | Gallant Babes           | Frieda                |                                                                                         |
| 2011 | Mirror of Life          | Nneka                 |                                                                                         |
| 2011 | End of Mirror of Life   | Nneka                 |                                                                                         |
| 2011 | Jewels of the Sun       | Nneka                 |                                                                                         |
| 2011 | Heart of a Widow        | June                  |                                                                                         |
| 2011 | Heart of a Fighter      | Dubem                 | Cùng với Ruth Kadiri                                                                    |
| 2012 | World of the Mind       | Example               |                                                                                         |
| 2012 | My World                | Nancy                 | Cùng với Yul Edochie và Patience Ezokwor                                                |
| 2012 | Mercy the Bus Driver    | Ada                   |                                                                                         |
| 2012 | Heart of a Saint        | Chidi                 |                                                                                         |
| 2012 | Sins of the Past        | Wendy                 |                                                                                         |
| 2012 | Hvà of Fate             | Wendy                 |                                                                                         |
| 2012 | Brave Mind              | Wendy                 |                                                                                         |
| 2012 | Deep Water              | Erica                 |                                                                                         |
| 2012 | The Enemy I See         | Erica                 |                                                                                         |
| 2012 | Power Of A Kiss         | Sherry                |                                                                                         |
| 2013 | Baby Oku In America     | Baby Oku              | Hài kịch                                                                                |
| 2014 | Hustlers                | Vicky                 |                                                                                         |
| 2014 | Bloody Ring             |                       |                                                                                         |
| 2015 | Thy Will Be Done        | Lucy                  |                                                                                         |

`==Tài liệu tham khảo==